# Небрат
Небра́т — село Бучанського району Київської області.
Населення — близько 230 жителів. Входить до складу Бородянської селищної громади.

## Географія
На північному заході від села бере початок річка Лучиця, ліва притока Здвижу.

## Люди
В селі народилася Адаменко Катерина Захарівна — кількаразова чемпіонка України та СРСР з легкої атлетики, заслужений майстер спорту. Мати Олега Блохіна.

## Джерело
- Небрат[недоступне посилання з квітня 2019]
- облікова картка на сайті ВРУ[недоступне посилання з квітня 2019]

| Україна | Це незавершена стаття з географії України. Ви можете допомогти проєкту, виправивши або дописавши її. |